# Anne Riethmüller
Anne Riethmüller (geboren 1967) ist eine deutsche Rechtsanwältin und Verfassungsrichterin. Seit 2022 ist sie Präsidentin der Rechtsanwaltskammer München.

## Leben

### Juristische Karriere
Riethmüller hat an der Universität Bremen und der Universität Augsburg Rechtswissenschaft studiert. Sie wurde durch ein Stipendium der Studienstiftung des Deutschen Volkes gefördert. 1995 legte sie das Zweite Juristische Staatsexamen an der Universität Augsburg ab. Sie ist zertifizierte Mediatorin.
Mit dem Kollegen und Ehemann Stefan Wagner gründete Riethmüller 1996 eine Rechtsanwaltskanzlei, in der sie als Fachanwältin für Familienrecht und Erbrecht  in Augsburg tätig ist. Häufig wird sie vom Gericht als Verfahrens- oder Ergänzungspflegerin und als Verfahrensbeistand bestellt.

### Bayerischer Verfassungsgerichtshof
Am 3. Dezember 2008 wurde Riethmüller auf Vorschlag von Bündnis 90/Die Grünen vom Bayerischen Landtag zum stellvertretenden nichtberufsrichterlichen Mitglied des Bayerischen Verfassungsgerichtshofs gewählt. Die Wiederwahl in das Ehrenamt erfolgte am 4. Dezember 2013. Am 11. Dezember 2018 wurde Riethmüller als Nachfolgerin von Angelika Lex zum ordentlichen nichtberufsrichterlichen Mitglied des Bayerischen Verfassungsgerichtshofs bis 2023 gewählt.

### Weitere Mitgliedschaften
Riethmüller ist Mitglied von Bündnis 90/Die Grünen und Vorsitzende des Landesschiedsgerichts von Bündnis 90/Die Grünen in Bayern. Sie kandidierte bei der Kommunalwahl 2020 für den Augsburger Stadtrat auf einem der hinteren Listenplätze und bekam daher keinen Stadtratssitz.
Sie engagiert sich im Augsburger Netzwerk Trennung und Scheidung (ANTS), das für interdisziplinäre Kooperation zwischen Rechtsanwälten, Familienrichtern, Jugendämtern, Beratungsstellen und Sachverständigen eintritt.
Sie ist Mitglied im Beirat des Augsburger Anwaltvereins. In der Rechtsanwaltskammer München ist Riethmüller seit 2007 Mitglied der Satzungsversammlung und seit 2011 deren Schriftführerin. 2012 wurde sie in den Vorstand aufgenommen und später zur Vizepräsidentin und seit 16. Dezember 2022 zur Präsidentin der Rechtsanwaltskammer berufen. Bei der Satzungsversammlung der Bundesrechtsanwaltskammer (BRAK) engagiert sich Riethmüller zum einen als Schriftführerin, zum anderen setzt sie sich im Ausschuss 1 – Fachanwaltschaften dafür ein, dass auch junge Anwälte aus kleineren Kanzleien die Chance haben, die Qualifikation zum Fachanwalt zu erreichen. In diversen Arbeitsgemeinschaften des Deutschen Anwaltsvereins ist sie Mitglied. Im Einzelnen sind dies die Arbeitsgemeinschaften für Familienrecht, Erbrecht, Mediation und Anwältinnen. Zudem ist sie Mitglied in der Juristischen Gesellschaft Augsburg und in der Deutschen Vereinigung für Erbrecht und Vermögensnachfolge e.V. (DVEV).
Bei dem Verein Mediation Augsburg Schwaben engagiert sich Riethmüller als Ansprechpartnerin für das Thema Mediation bei Erbschaftskonflikten.
Riethmüller ist Mitglied in der Alumni-Vereinigung der Juristischen Fakultät der Universität Augsburg.
In der Rechtsanwaltskammer München war Riethmüller seit 2007 Mitglied, seit 2011 Schriftführerin der Satzungsversammlung, seit 2012 Mitglied des Vorstands und engagierte sich dort in den Abteilungen VI (Fachanwaltschaften) und VII (Aus- und Fortbildung). Seit 2022 ist sie Präsidentin der Rechtsanwaltskammer München.

## Publikationen
- mit Stefan Wagner: Rechtsfragen des Naturschutzes im Wald. Eine systematische Darstellung für Ausbildung und Praxis. RIWA-Verlag, Augsburg 1997, ISBN 978-3-932374-01-2.